# Max Poole
Max Poole (Scunthorpe, 1 maart 2003) is een Brits wielrenner die sinds 2023 rijdt voor het in 2025 geheten Team Picnic PostNL. In 2022 was hij al actief bij de opleidingsploeg.

## Carrière
In zijn jeugd was Poole meer met voetballen bezig dan met de wielersport. Rond 2019 veranderde dat en nam hij deel aan inter- en nationale amateur wedstrijden. Zo haalde hij zijn eerste amateurzeges in 2021, hij won onder andere de eerste etappe in de Grote Prijs van Rüebliland. Daarnaast won hij de tweede etappe en het bergklassement in La Philippe Gilbert. Zijn successen in 2021 leverde Poole een contract op bij de opleidingsploeg van DSM voor het seizoen van 2022. De ploeg waar hij vanaf 2023 rijdt bij de hoofdmacht. In 2024 won hij de derde etappe en het eindklassement in de Ronde van Langkawi. Ook in de jongerenklassementen in de Ronde van de Alpen (2023 en 2025) en Ronde van Burgos (2024) eindigde hij als eerste. 

## Overwinningen
2021
1e etappe Grote Prijs van Rüebliland
Puntenklassement Grote Prijs van Rüebliland
2e etappe La Philippe Gilbert
Bergklassement La Philippe Gilbert
2023
Jongerenklassement Ronde van de Alpen
1e etappe (TTT) Ronde van Spanje
2024
Jongerenklassement Ronde van Burgos
3e etappe Ronde van Langkawi
Eindklassement Ronde van Langkawi
2025
Jongerenklassement Ronde van de Alpen

#### Resultaten in voornaamste wedstrijden
| Jaar | Ronde van Italië | Ronde van Frankrijk | Ronde van Spanje |
| ---- | ---------------- | ------------------- | ---------------- |
| 2023 |                  |                     | 49e              |
| 2024 |                  |                     | 35e              |
| 2025 | 11e              |                     |                  |

| Jaar | Strade Bianche |
| ---- | -------------- |
| 2023 |                |
| 2024 |                |
| 2025 | opgave         |

#### Resultaten in kleinere rondes
| Jaar | UAE Tour |
| ---- | -------- |
| 2024 | 7e       |

## Ploegen
- 2022 –  Development Team DSM
- 2023 –  Team DSM
- 2024 –  Team dsm-firmenich PostNL
- 2025 –  Team Picnic PostNL

Andresen · Bardet · Bevin · Bittner · Brenner · Combaud · Dainese · Degenkolb · Dinham · Edmondson · Eekhoff · Hamilton · Heinschke · Hvideberg · Leknessund · Markl · Mayrhofer · Milesi · Naberman · Onley · Poole · Rodenberg · Stork · Tusveld · van Uden · Vandenabeele · Vanhoucke (tot 14/8) · Vermaerke · Welsford
Andresen · Bardet · Barguil · Van den Berg · Bevin · Bittner · Van den Broek · Combaud · Degenkolb · Dinham · Eddy · Edmondson · Eekhoff · Hamilton · Jakobsen · Leemreize · Leijnse · Liepiņš · Märkl · Naberman · Onley · Poole · Roosen · Tusveld · van Uden · Vermaerke · Welten · Koerdt (stagiair)